# 大力士高速列車槍擊案

大力士高速列車路線圖

大力士高速列車槍擊案，是2015年8月21日發生在大力士高速列車上的槍擊案，該案發列車出發自荷蘭阿姆斯特丹，經過比利時布魯塞爾，原本預定開往法國巴黎，在行經瓦尼時，列車內發生槍擊案，摩洛哥籍嫌犯阿尤布·卡赫扎尼（Ayoub El-Kahzzani）被两名正在休假的美国军人斯潘塞·斯通和阿列克·斯卡拉托斯（史賓賽·斯通来自空军，斯卡拉托斯来自奧勒岡州國民警衛隊，在休假前派驻在阿富汗）和他们的朋友安東尼·薩德勒、同車英国乘客克里斯·諾曼與一位法国乘客制伏。之后列車緊急停靠在阿拉斯。因嫌犯早已被歐洲反恐情報單位列為監控，比利時首相稱此案為恐怖攻擊。

## 涉及乘客
- 戴米安·A（Damien A.）：當年28歲的法國人，為第一位試圖對付槍手的乘客。事後，他希望保持著匿名[4]。
- 馬克·穆加利安（Mark Moogalian）：當年51歲的法國教師，他在美國出生，並擁有雙重國籍[5]。他在索邦學院教導英語。他試圖與槍手搏鬥。他在里耳遭受了一次非致命性的槍傷，並需要緊急手術[6]。
- 克里斯·諾曼（Chris Norman）：當年62歲的英國商人，他居住在法國[7]。他也幫忙制服了槍手[8]。
- 安東尼·薩德勒（Anthony Sadler）：當年23歲的加州州立大學薩克拉門托分校大四生，他是斯通和斯卡拉托斯的前高中同學。他與斯通和斯卡拉托斯共同擊敗槍手。
- 阿列克·斯卡拉托斯（英语：Alek Skarlatos）：當年22歲的俄勒岡陸軍國民警衛隊（英语：Oregon Army National Guard）下士，在阿富汗部署後到此度假。他和斯通是前鄰居和同學。他持槍擊傷了槍手。（此人曾於2020年和2022年兩次代表共和党竞选美國眾議院議席但都未能當選，及後2024年轉戰俄勒岡州眾議院選舉获得胜利，並在2025年1月13日就職）
- 斯潘塞·斯通（英语：Spencer Stone）[9]：當年23歲的美國空軍空軍一等兵（英语：Airman first class），隸屬於第65基地聯隊（英语：65th Air Base Group），他利用休假來此遊玩。他在里耳附近的一家醫院接受了幾次割傷、手指骨折、右眼受傷的治療。他隨後前往德國拉姆施泰因空軍基地的一家醫院做進一步的治療[10][11][12]。
- 法國列車司機：他也幫忙制伏了槍手。他的名字至今仍未對外釋出。

## 影響
2015年8月29日，歐洲多個國家經過會議研討後，開始規劃鐵路運輸的身份檢查、行李安檢與警察巡邏等安全措施。

## 電影
2018年，該事件被拍成電影，由克林·伊斯威特執導，主演是安東尼·薩德勒、斯潘塞·斯通和阿列克·斯卡拉托斯，他們飾演自己。

## 外部連結
- YouTube上的Video of inside the compartment shortly after the fight
- Interview with two of the Americans and the Briton, after receiving medals from the mayor of Arras （页面存档备份，存于）